# Elaeagnus retrostyla
Elaeagnus retrostyla — вид квіткових рослин з родини маслинкових (Elaeagnaceae). Поширення: Китай (Західний Гуйчжоу).

## Середовище
Населяє чагарники на південних гірських схилах; на висотах 1400–1500 метрів.

## Біоморфологічна характеристика
Це вічнозелений прямовисний кущ до 1.5 м заввишки. Колючки 5–7 мм; молоді гілки густо-коричневі лускаті. Ніжка листка коричнева, 8–14 мм, срібляста; листова пластинка вузько еліптична або ланцетна, 4.5–8.5 × 1.2–2.5 см, знизу сірувато-біло луската, бічних жилок 7 або 8 з кожного боку середньої жилки, основа вузько клиноподібна, край помітно загнутий, верхівка довго загострена. Квітки по 2–4 в пазухах. Квітконіжка 5–7 мм. Квітки світло-жовті, зовні густо сріблясто лускаті. Трубка чашечки дзвонова, злегка 4-ребриста, ≈ 5 мм; частки трикутні, ≈ 3.5 мм, всередині рідко біло зірчасто-лускаті, верхівка загострена. Цвітіння: вересень і жовтень.